# Txell Ferré
Meritxell Ferré Gaset, detta Txell (23 gennaio 2007), è una nuotatrice artistica spagnola.

## Palmarès
- Giochi olimpici

Parigi 2024: bronzo nella gara a squadre.
- Mondiali

Singapore 2025: bronzo nella gara a squadre (programma tecnico), nella gara a squadre (programma libero) e nel libero combinato
- Europei

Belgrado 2024: oro nella gara a squadre (programma tecnico)
Funchal 2025: oro nella gara a squadre (programma tecnico) e nella gara a squadre (programma libero), argento nel duo tecnico, bronzo nella gara a squadre (programma acrobatico)

### Coppa del Mondo
- 14 podi:
  - 6 vittorie (6 nella gara a squadre)
  - 5 secondi posti (4 nella gara a squadre, 1 nel duo)
  - 3 terzi posti (1 nel duo e 2 nella gara a squadre)

#### Coppa del mondo - vittorie
| Data             | Luogo    | Paese   | Disciplina   |
| ---------------- | -------- | ------- | ------------ |
| 28 febbraio 2025 | Parigi   | Francia | Duo tecnico  |
| 1 marzo 2025     | Parigi   | Francia | Team tecnico |
| 11 aprile 2025   | Soma Bay | Egitto  | Team libero  |
| 12 aprile 2025   | Soma Bay | Egitto  | Team tecnico |
| 1 maggio 2025    | Markham  | Canada  | Team tecnico |
| 2 maggio 2025    | Markham  | Canada  | Team libero  |